# Natural
"Natural" is een nummer van de Amerikaanse band Imagine Dragons. Het nummer verscheen op hun album Origins uit 2018. Op 17 juli van dat jaar werd het nummer uitgebracht als de eerste single van het album.

## Achtergrond
"Natural" is geschreven door de gehele band in samenwerking met liedjesschrijver Justin Tranter en producers Mattman & Robin (Mattias Larsson en Robin Fredriksson). Zanger Dan Reynolds vertelde over het nummer dat het gaat over "jezelf vinden en bereid zijn om op te staan tegen welke tegenslagen je ook tegenkomt". In een persbericht dat het nummer aankondigde schreef hij: "Leven in een samenleving waarin alleen de sterksten overleven kan het slechtste in je naar boven brengen, en soms het beste. Ik zou liegen als ik zei dat ik niet sceptisch ben geworden over een aantal dingen uit de laatste tien jaar van mijn leven. Echter geloof ik dat wanneer je echt leert om van jezelf te houden, de beoordelende ogen en hatelijke woorden nietszeggend worden."
"Natural" werd een hit met wisselende successen. In vele Europese landen bereikte het de top 10, met onder anderen een zesde plaats in de Nederlandse Top 40 en een vijfde plaats in de Vlaamse Ultratop 50. In Noord-Amerika kwam het net buiten de top 10 terecht met respectievelijk een twaalfde en dertiende plaats in Canada en de Verenigde Staten. In het Verenigd Koninkrijk kwam het daarentegen niet verder dan de 49e plaats. Het nummer werd tevens door de sportzender ESPN gekozen tot themanummer voor hun uitzendingen over het college football in het najaar van 2018. Ook is het nummer onderdeel van de soundtrack van het videospel NHL 19.

## Hitnoteringen

### Nederlandse Top 40
| Hitnotering: 18-08-2018 t/m 02-02-2019 | Hitnotering: 18-08-2018 t/m 02-02-2019 | Hitnotering: 18-08-2018 t/m 02-02-2019 | Hitnotering: 18-08-2018 t/m 02-02-2019 | Hitnotering: 18-08-2018 t/m 02-02-2019 | Hitnotering: 18-08-2018 t/m 02-02-2019 | Hitnotering: 18-08-2018 t/m 02-02-2019 | Hitnotering: 18-08-2018 t/m 02-02-2019 | Hitnotering: 18-08-2018 t/m 02-02-2019 | Hitnotering: 18-08-2018 t/m 02-02-2019 | Hitnotering: 18-08-2018 t/m 02-02-2019 | Hitnotering: 18-08-2018 t/m 02-02-2019 | Hitnotering: 18-08-2018 t/m 02-02-2019 | Hitnotering: 18-08-2018 t/m 02-02-2019 |
| Week                                   | 1                                      | 2                                      | 3                                      | 4                                      | 5                                      | 6                                      | 7                                      | 8                                      | 9                                      | 10                                     | 11                                     | 12                                     | 13                                     |
| -------------------------------------- | -------------------------------------- | -------------------------------------- | -------------------------------------- | -------------------------------------- | -------------------------------------- | -------------------------------------- | -------------------------------------- | -------------------------------------- | -------------------------------------- | -------------------------------------- | -------------------------------------- | -------------------------------------- | -------------------------------------- |
| Positie                                | 33                                     | 30                                     | 26                                     | 17                                     | 9                                      | 8                                      | 10                                     | 10                                     | 12                                     | 17                                     | 15                                     | 13                                     | 10                                     |
| Week                                   | 14                                     | 15                                     | 16                                     | 17                                     | 18                                     | 19                                     | 20                                     | 21                                     | 22                                     | 23                                     | 24                                     | 25                                     |                                        |
| Positie                                | 8                                      | 6                                      | 8                                      | 7                                      | 8                                      | 11                                     | 11                                     | 15                                     | 21                                     | 31                                     | 35                                     | 39                                     | uit                                    |

### Single Top 100
| Hitnotering week 1 t/m 19: 18-08-2018 t/m 22-12-2018 Hitnotering week 20 t/m 25: 05-01-2019 t/m 09-02-2019 | Hitnotering week 1 t/m 19: 18-08-2018 t/m 22-12-2018 Hitnotering week 20 t/m 25: 05-01-2019 t/m 09-02-2019 | Hitnotering week 1 t/m 19: 18-08-2018 t/m 22-12-2018 Hitnotering week 20 t/m 25: 05-01-2019 t/m 09-02-2019 | Hitnotering week 1 t/m 19: 18-08-2018 t/m 22-12-2018 Hitnotering week 20 t/m 25: 05-01-2019 t/m 09-02-2019 | Hitnotering week 1 t/m 19: 18-08-2018 t/m 22-12-2018 Hitnotering week 20 t/m 25: 05-01-2019 t/m 09-02-2019 | Hitnotering week 1 t/m 19: 18-08-2018 t/m 22-12-2018 Hitnotering week 20 t/m 25: 05-01-2019 t/m 09-02-2019 | Hitnotering week 1 t/m 19: 18-08-2018 t/m 22-12-2018 Hitnotering week 20 t/m 25: 05-01-2019 t/m 09-02-2019 | Hitnotering week 1 t/m 19: 18-08-2018 t/m 22-12-2018 Hitnotering week 20 t/m 25: 05-01-2019 t/m 09-02-2019 | Hitnotering week 1 t/m 19: 18-08-2018 t/m 22-12-2018 Hitnotering week 20 t/m 25: 05-01-2019 t/m 09-02-2019 | Hitnotering week 1 t/m 19: 18-08-2018 t/m 22-12-2018 Hitnotering week 20 t/m 25: 05-01-2019 t/m 09-02-2019 | Hitnotering week 1 t/m 19: 18-08-2018 t/m 22-12-2018 Hitnotering week 20 t/m 25: 05-01-2019 t/m 09-02-2019 | Hitnotering week 1 t/m 19: 18-08-2018 t/m 22-12-2018 Hitnotering week 20 t/m 25: 05-01-2019 t/m 09-02-2019 | Hitnotering week 1 t/m 19: 18-08-2018 t/m 22-12-2018 Hitnotering week 20 t/m 25: 05-01-2019 t/m 09-02-2019 | Hitnotering week 1 t/m 19: 18-08-2018 t/m 22-12-2018 Hitnotering week 20 t/m 25: 05-01-2019 t/m 09-02-2019 | Hitnotering week 1 t/m 19: 18-08-2018 t/m 22-12-2018 Hitnotering week 20 t/m 25: 05-01-2019 t/m 09-02-2019 |
| Week | 1 | 2 | 3 | 4 | 5 | 6 | 7 | 8 | 9 | 10 | 11 | 12 | 13 | 14 |
| --- | --- | --- | --- | --- | --- | --- | --- | --- | --- | --- | --- | --- | --- | --- |
| Positie | 93 | 61 | 48 | 30 | 19 | 19 | 19 | 17 | 20 | 18 | 21 | 23 | 22 | 19 |
| Week | 15 | 16 | 17 | 18 | 19 | | 20 | 21 | 22 | 23 | 24 | 25 | | |
| Positie | 23 | 36 | 35 | 46 | 60 | uit | 58 | 54 | 62 | 72 | 79 | 85 | uit | |

### NPO Radio 2 Top 2000
| Nummer met noteringen in de NPO Radio 2 Top 2000 | '18 | '19 | '20 | '21 | '22 | '23  | '24  |
| ------------------------------------------------ | --- | --- | --- | --- | --- | ---- | ---- |
| Natural                                          | 994 | 471 | 784 | 798 | 806 | 1150 | 1262 |

1. ↑  Een vetgedrukt getal geeft de hoogste notering aan.
2. ↑  2018 was het eerste jaar met een notering voor dit nummer.